# Aleksandr Radísxev
Aleksandr Radísxev (rus: Александр Радищев)  (Radischevo i Moscou, 20 d'agost de 1749 (Julià) - Sant Petersburg, 12 de setembre de 1802 (Julià)), nom complet amb patronímic Aleksandr Nikolàievitx Radísxev, rus: Алекса́ндр Никола́евич Ради́щев, fou un autor rus i crític social que va ser arrestat i obligat a exiliar-se durant el govern de Caterina la Gran. Portà la tradició del radicalisme en la literatura russa a un nivell prominent amb la publicació el 1790 del seu Viatge de Sant Petersburg a Moscou. La seva descripció de les condicions socioeconòmiques a Rússia el va fer creditor de l'exili intern a Sibèria fins al 1797.

## Biografia
Radísxev va néixer en una família noble menor, en una propietat just a fora de Moscou. La seva joventut, la passà amb un parent a Moscou, on se li permetia passar temps a la nova Universitat de Moscou. Les seves connexions familiars li donaren l'oportunitat de servir com a patge a la cort de Caterina, en què el seu excepcional servei i capacitat intel·lectuals el posen a part. Com que es preveia que tindria una capacitat acadèmica excepcional, Radísxev va ser escollit amb una dotzena de nois per ser enviats a l'estranger, per tal d'adquirir aprenentatge occidental. Durant diversos anys, estudià a la Universitat de Leipzig. La seva educació estrangera influí en el seu acostament a la societat russa i al seu retorn esperava incorporar filosofies de la Il·lustració com ara el dret natural i el contracte social a les condicions russes. Lloava revolucionaris com George Washington i les primeres etapes de la Revolució Francesa. El seu treball més famós, Viatge de Sant Petersburg a Moscou, és una crítica de la societat russa. Era especialment crític amb la servitud i els límits a la llibertat personal imposats per l'autocràcia.
Quan Caterina la Gran va llegir l'obra, va veure les crides a la reforma de Radísxev com a prova de radicalisme d'estil jacobí, i ordenà que les còpies del text fossin confiscades i destruïdes. Se l'arrestà i condemnà a mort. Aquesta sentència va ser posteriorment commutada per l'exili a Ilimsk, Sibèria, per bé que abans de l'exili sofrí tortura tant física com psicològica.
Radísxev va ser alliberat pel tsar successor de Caterina, Pau, i intentà de nou pressionar perquè hi hagués reformes en el govern de Rússia. Sota el regnat d'Alexandre I, Radísxev va ser breument contractat per ajudar a revisar la llei russa, una realització del seu somni etern. Desafortunadament, la seva estada en aquest cos administratiu va ser breu i infructuosa. El 1802, un abatut Radísxev -possiblement amenaçat amb un altre exili siberià- se suïcidà bevent verí.